# République soviétique de Stavropol
La république soviétique de Stavropol (en russe : Ставропольская Советская Республика, Stavropolskaïa Sovietskaïa Respoublika) est une division de la république socialiste fédérative soviétique de Russie à l'époque de la guerre civile russe. Sa capitale était la ville de Stavropol.
Créée le 1er janvier 1918 sur le territoire de l'ancien gouvernement de Stavropol de la Russie impériale, la république soviétique de Stavropol fusionna le 7 juillet 1918 avec la république soviétique du Kouban et de la mer Noire et la république soviétique du Terek pour former la République soviétique nord-caucasienne, qui n'eut elle-même qu'une existence éphémère.